# الوجاجة
الْوَجَاجَة أو وَجَاجَة، هي من بين المنافذ البرية العمانية الخمس الأكثر ازدحامًا على الحدود مع الإمارات العربية المتحدة (إمارة دبي)، المنافذ الأخرى هي: وادي الجزي وحفيت المنفذين البريين إلى إمارة أبوظبي، وتيبات المنفذ البري إلى إمارة رأس الخيمة، وخطمة ملاحة، المنفذ البري إلى إمارة الشارقة. تقع الوجاجة في التقسيم الإداري الباطنة في عمان. وتبعد المدينة 90 دقيقة برًا عن مدينة دبي، وساعة واحدة عن مدينة صحار العمانية، وثلاث ساعات عن مسقط عاصمة عمان.
يمكن الحصول على تأشيرة سياحية لزيارة سلطنة عمان من نقطة تفتيش الوجاجة لسكان دولة الإمارات العربية المتحدة الذين يسافرون برًا. يمكن للسياح من الجنسيات المؤهلة للحصول على تأشيرة عند الوصول إلى دبي أيضًا استخدام تأشيرة دبي لدخول عمان عن طريق البر، سائحًا، لمدة أقصاها 3 أسابيع.
تقع الوجاجة على خط الحافلات من دبي إلى مسقط.

## عبور الحدود
يوجد معبر حدودي يشتغل على مدار 24 ساعة بين الإمارات العربية المتحدة وسلطنة عمان، مع وجود معبر خطمت ملاحة بديلاً له. الطريق بين دبي والوجاجة يدخل ويخرج من الأراضي العمانية لأن الحدود ليست مستقيمة.

## روابط خارجية
- افتتاح الحركة المرورية على طريق الفي الوجاجة الذي يربط محضة بشناص على يوتيوب
- منفذ الوجاجة البري - عطلات